# Universidad de Toronto
La Universidad de Toronto (U de T), en Toronto, Ontario, es una universidad pública; la mayor de Canadá. La Universidad de Toronto atrae estudiantes de todo Canadá y el norte de Nueva York, así como un número significativo de estudiantes de otros países. En sus instalaciones se han graduado cinco Primeros ministros de Canadá, tres gobernadores generales, y numerosos líderes de negocios y académicos de reconocido prestigio internacional. Cuenta con el mayor número de ganadores del Premio Nobel de entre las universidades canadienses.

## Historia

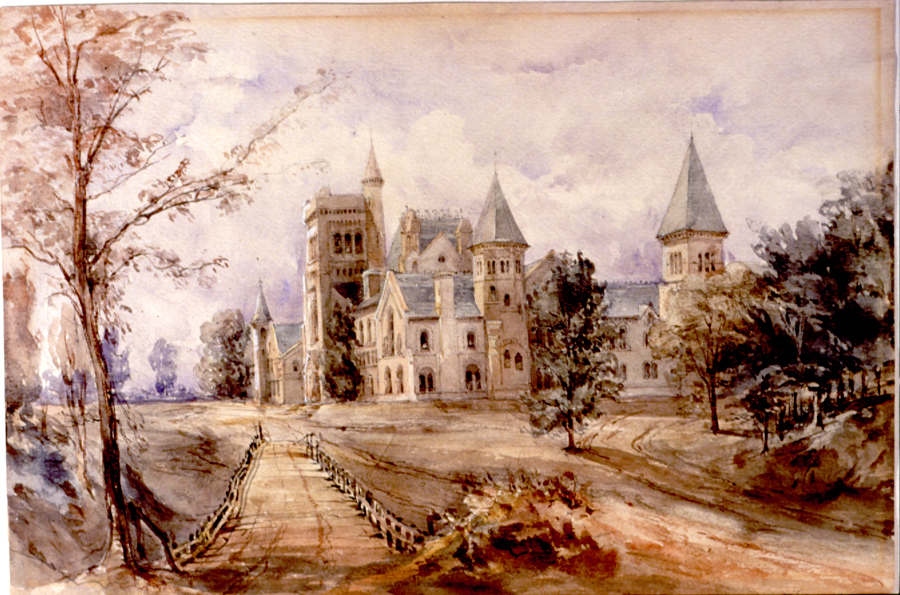
El University College gótico, inicialmente fundado en 1853 como "the Provincial College" y su emplazamiento histórico nacional.

El centro de estudiantes de la universidad, Hart House, es un ejemplo de los muchos edificios antiguos.

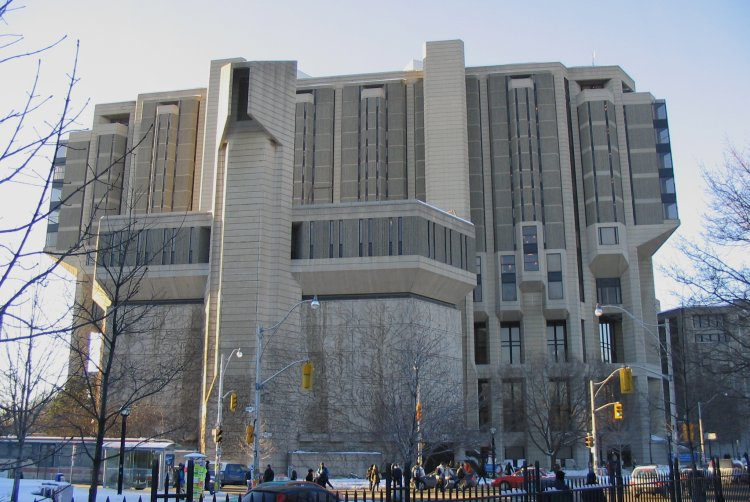
La Biblioteca Robarts, que se completó en 1973, forma parte del tercer mayor sistema de bibliotecas de Norteamérica.

La Universidad se fundó el 15 de marzo de 1827, cuando se concedió la “Cédula Real” al King's College. La institución fue fundada por John Strachan, obispo de la Iglesia de Inglaterra en Toronto y la escuela fue fuertemente anglicana, que era la religión establecida en el alto Canadá en aquella época. Sin embargo, la mayoría de la población no era anglicana, y cuando, en 1848, se le concedió a la colonia un gobierno responsable, el colegio se transformó en una institución no confesional, que en 1849 fue redenominada Universidad de Toronto. El viejo edificio del King's College, situado en el emplazamiento actual de la Asamblea Legislativa de Ontario, fue clausurado y el nuevo University College se abrió en 1853 como "The Provincial College," y fue finalizado en 1858.
En 1853, se fundó el University College como una institución de enseñanza no confesional dentro de la universidad. Otras varias universidades y colegios de filiación religiosa del área de Toronto quisieron adherirse a la Universidad de Toronto, quedando federados con ella. Estas escuelas federadas son la católica University of St. Michael's College, la metodista Victoria University in the University of Toronto, y la anglicana University of Trinity College.
A lo largo de la siguiente década la escuela creció tanto en sus edificaciones, como por la federación de universidades más pequeñas. El área alrededor de Ontario tenía una red de más pequeñas escuelas confesionales, que tenían dificultades para competir. Por esto, y a menudo no sin rechazo, decidieron afiliarse a la Universidad de Toronto. La federación suponía que los colegios mantenían su autonomía, pero sus estudiantes tenían completo acceso a las instalaciones de la Universidad de Toronto. La metodista Universidad Victoria, se unió en 1892, el anglicano Trinity College lo hizo en 1904, y el católico St. Michael’s College, en 1910. Estos colegios federados mantenían gran parte de su independencia.
Después de los turbulentos años de la Gran Depresión y de las Guerras Mundiales, en las cuales participaron muchos estudiantes de la U de T, la escuela empezó a crecer espectacularmente en los años 50 y 60, debido a la explosión demográfica y el continuado incremento de la tasa de asistencia a la universidad. Durante este período se establecieron cinco nuevos colegios: New College, Innis College y Woodsworth College, todos en el campus de St. George, mientras que 30 km al oeste, el Erindale College se fundó en Mississauga y la Universidad de Toronto en Scarborough se fundó a 30 km al este en ese suburbio.
Los años 80 y 90 vivieron un cambio dramático en la educación en Canadá como años de recortes del presupuesto gubernamental que forzaron a las universidades a dirigirse de forma creciente al sector privado en busca de donaciones y patrocinios. La Universidad de Toronto, situada en el corazón de la capital financiera del Canadá, y como tradicional educadora de la élite comercial de la ciudad, fue con mucho la que obtuvo mayor éxito en la captación de fondos, alcanzando rápidamente una dotación que actualmente se acerca a los dos millardos de dólares. Los años 1990 y el inicio del siglo XXI también han visto la expansión de los tres campus.

## Datos académicos
La U de T tiene 75 programas de doctorado, y 14 facultades profesionales. Atrae a muchos profesores invitados de todo el mundo y fue catalogada por The Scientist como el mejor lugar de trabajo académico fuera de los Estados Unidos. Research InfoSource también clasifica a la U de T como una de las más importantes universidades de investigación en Canadá . En las dos últimas décadas, los miembros de la facultad han recibido casi una cuarta parte de todos los premios nacionales a pesar de que solo representan el siete por ciento del total de profesores de universidad en Canadá .
El gran tamaño de la universidad permite una gran variedad de cursos. Se pueden recibir instrucciones tan variadas como de sánscrito intermedio, genómica computacional, literatura estona desde 1700. Hay algunos programas que la universidad no ofrece. Una de las más importantes ausencias es la de periodismo en el campus de St. George, en parte por la cercanía de la Ryerson University que tiene una importante escuela de periodismo. El tamaño de la universidad también significa que algunas de sus clases son enormes. Los cursos de introducción general a psicología, sociología y otros temas se imparten el Convocation Hall con más de mil estudiantes para cada curso.
De acuerdo con la clasificación académica de universidades compilada por el Instituto de Educación Superior de la Universidad de Shanghái Jiao Tong, la Universidad de Toronto ocupa el 24 lugar en los años 2004 y 2005.. Durante doce años, la U de T se ha clasificado como la primera universidad de investigación médica de doctorado en Canadá por el Maclean's Magazine. Se ha clasificado en el puesto 24 del mundo en cuanto a mejor ciencia y en el 20 en biomedicina. También se clasificó en el puesto 29 mundial, y segundo en Canadá, por el Suplemento de 2005 de Times Higher Educational de Clasificación Mundial de Universidades.
Entre otras realizaciones, fueron investigadores afilados los que desarrollaron el primer marcapasos cardíaco, la laringe artificial, el trasplante de un pulmón, el trasplante de nervios, el páncreas artificial, el láser químico, los que construyeron el primer microscopio de transmisión de electrones práctico, y los que extrajeron insulina.
El sistema de bibliotecas de la universidad, con base en el piso 14 de la Robarts Library, es el mayor de Canadá. Los 15 millones de volúmenes la sitúan en el cuarto lugar entre las bibliotecas de universidades americanas después de Harvard, Yale, y UC Berkeley.  (enlace roto disponible en Internet Archive; véase el historial, la primera versión y la última).
La dotación de la universidad supera los 1,5 millardos de dólares, con mucho la mayor de todas las universidades canadienses. Tiene un presupuesto de funcionamiento de 1,1 millardos de dólares, con 517 millones para investigación y para apoyo de contratación. La universidad tiene cerca de 100 empresas filiales con una plantilla que supera las 3.000 personas y con unos ingresos de 821 millones. La propia universidad es el 15 mayor empleador en el área del Gran Toronto.
La U de T atrae a muchos estudiantes de Ontario y del resto de Canadá, y también tiene un número significativo de estudiantes internacionales (sobre 6000 estudiantes internacionales que suponen el 9% del total de sus estudiantes).. Su selectividad de estudiantes es normalmente alta pero consistente con el espíritu de una institución pública. La competencia es muy intensa para entrar a sus programas de medicina, derecho, ingeniería, negocios, odontología y arquitectura.

## Vida estudiantil

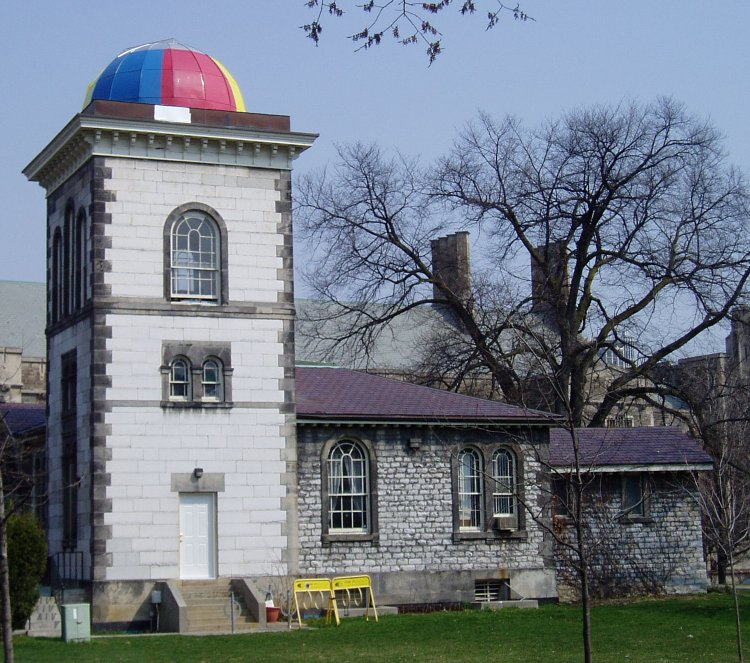
El antiguo Observatorio Louis B. Stewart es la sede del Consejo Administrativo de Estudiantes de la Universidad de Toronto.

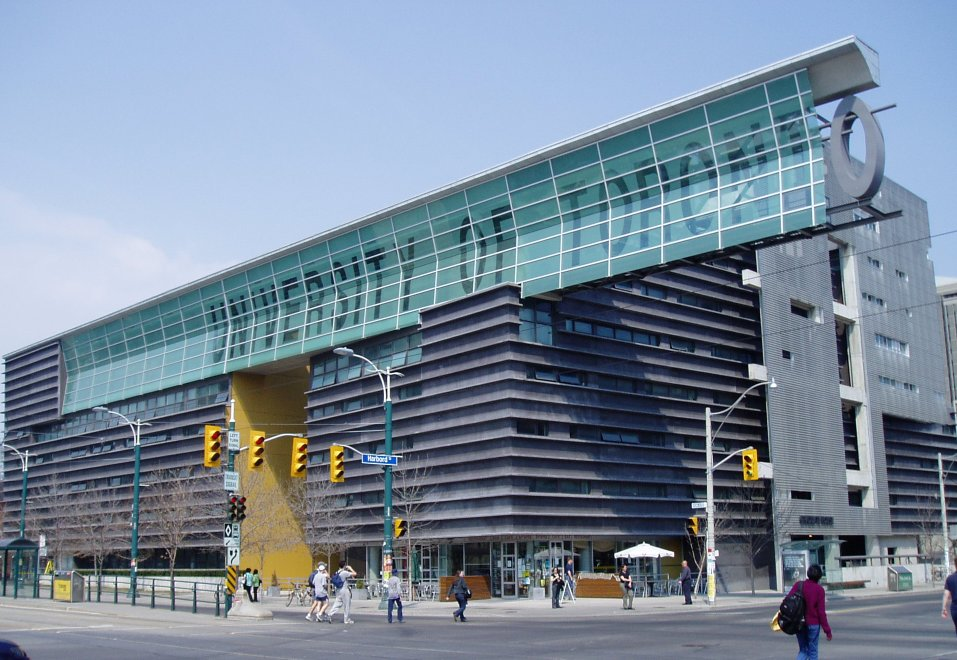
La “Graduate House” de la Universidad de Toronto, obra del ganador del Premio Pritzker Thom Mayne, refleja el estilo postmoderno de muchas de las más nuevas estructuras.

A pesar de la prevalencia de una amplia variedad de grupos de interés de estudiantes y de organizaciones relacionadas (sus 340 clubs y organizaciones de estudiantes  son probablemente más que los de cualquier otra universidad canadiense), La U de T padece de la misma atmósfera impersonal de otras grandes universidades y puntúa bajo en los informes sobre felicidad de los estudiantes. La mayoría de los estudiantes viven fuera del campus, y para muchos de ellos la experiencia con la U de T se limita únicamente a asistir a las clases. Esto ha producido una falta general de espíritu escolar y la desconexión de muchos de sus estudiantes de los sentimientos hacia la universidad u otros estudiantes. La reglamentación de los estudiantes está encabezada por el Consejo Administrativo de Estudiantes, y las votaciones para el Consejo normalmente presentan unos porcentajes de participación de menos del 10%.
La universidad está representada en los torneos deportivos interuniversitarios del Canadá por los Toronto Varsity Blues. Actualmente, no tienen una participación especialmente afortunada, pero tiene una larga historia, tal como la de ser los primeros ganadores de la Grey Cup. Hay seis deportes principales practicados en la universidad: hockey, fútbol americano, baloncesto, pista y campo, fútbol (soccer), y natación. También hay otros deportes varios a los que se dota a través de donaciones y cuotas que satisfacen los que los practican.
La escuela tiene dos periódicos principales: The Varsity y The Newspaper. Cada colegio, facultad, y muchos otros grupos también publican periódicos. También se dispone de una emisora de radio.

### Activismo estudiantil
La Universidad ha sido testigo de mucho activismo en el transcurso de los años. En 1895, estudiantes del Colegio Universitario, supuestamente liderados por William Lyon Mackenzie King boicotearon las clases durante una semana como consecuencia de que el editor del periódico de los estudiantes Varsity fuera suspendido por artículos contra la administración. A pesar de que tradicionalmente se ha sustentado que King fue quien lideró la huelga, investigaciones recientes han sugerido que su involucración en el tema ha sido sobredimensionada.
Los años 60 vieron la creación del Rochdale College, una gran residencia en la que vivieron muchos estudiantes y personal, a pesar de no estar conectado "oficialmente" con la universidad. Rochdale se fundó como una alternativa a lo que habían sido consideradas como unas estructuras tradicionales, autoritarias y paternalistas, dentro de las universidades.
En el otoño de 1969, cuando Pierre Trudeau descriminalizó la homosexualidad, se formó el primer grupo en Toronto y en cualquier campus de las universidades canadienses de gais y lesbianas — la University of Toronto Homophile Association —. Jearld Moldenhauer, un ayudante de investigación de la Facultad de Medicina, publicó un anuncio en The Varsity, invitando a otros a unirse y formar una organización. Aunque la primera reunión solo convocó dieciséis personas — quince hombres y una mujer — el grupo alcanzó rápidamente relieve dentro de la comunidad y de la ciudad. Veinte años después, David Rayside, un profesor de ciencias políticas, organizaría el Comité de Homofobia. Tras otros diez años, ayudaría a introducir, con mucho éxito, un programa de estudios de la diversidad sexual en el University College. Actualmente, después de 35 años del inicio del activismo de la LGBTQ en la U de T, la comunidad estudiantil incorporada en la asociación de Lesbianas, Gays, Bisexuales y Transexuales de la Universidad de Toronto (Lesbians, Gays, Bisexuals, Transgendered of the University of Toronto) también conocida por su acrónimo LGBTOUT, es uno de los grupos sociales y activistas de la LGTBQ. Organiza varios eventos tales como el Homohop que se celebra cada mes. LGBTOUT también organizó el primer concurso de estudiantes de la LGBTQ premiando a los estudiantes activistas homosexuales y a sus esfuerzos.

### Grupos de estudiantes
U de T tiene numerosos grupos de estudiantes prominentes. Uno de los más importantes es el Hart House Debating Club, sede de uno de los equipos de debate mejor clasificados del mundo y campeones en el campeonato mundial universitario de debates del 2006.

## Campus

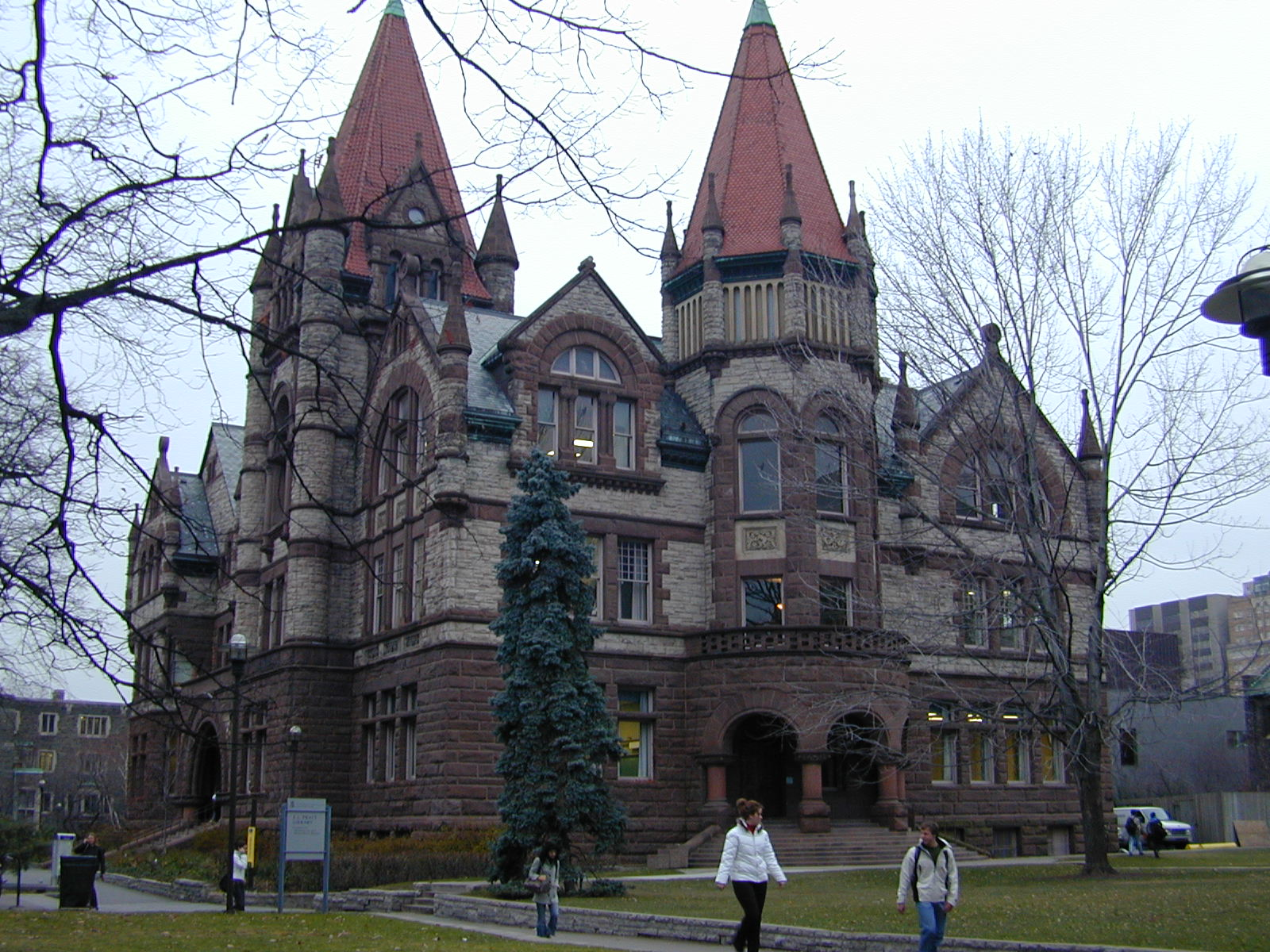
Old Vic, El principal edificio del Victoria College.

La Universidad dispone de tres campus, en todos los cuales se están realizando construcciones masivas, con 40 instalaciones recientemente finalizadas, actualizadas o en construcción. Estos importantes proyectos de expansión están diseñados para aumentar el espacio de estudios así como para atraer los talentos más cualificados. Las necesidades de espacio para el estudio están en gran parte relacionadas con la cancelación del Grado 13 del Ontario Academic Credit, y los incrementos previstos de matriculación.

### St. George
El centro de la ciudad, o campus St. George, incluye cuatro colegios de niveles intermedios y tres colegios de sus tres universidades federadas (las universidades federadas se incorporaron a la universidad, los colegios intermedios fueron creados dentro de la universidad). El campus también alberga varios colegios tecnológicos asociados con la Escuela de Tecnología de Toronto, así como las Facultades de Ciencia Aplicada e Ingeniería y la de Artes y Ciencias.
El campus del centro de la ciudad tiene una historia arquitectónica muy rica, que la hace atractiva para los visitantes de la ciudad, así como emplazamiento habitual para la filmación de películas. Está limitado por la Spadina Avenue al oeste, Bloor Street al norte, Bay Street al este y College Street al sur. El campus está bien comunicado por estaciones del metro. En el centro de la universidad se encuentra Queen’s Park, la sede del parlamento de Ontario. El Museo Real de Ontario y el Conservatorio Real de Música de Toronto también están ubicados dentro del área universitaria.

### Mississauga
A treinta kilómetros al oeste del campus de St. George se encuentra la Universidad de Toronto en Mississauga (UTM; anteriormente Erindale College) en el suburbio de Mississauga. A las orillas del Río Credit, las 90 ha del campus de la UTM son decididamente modernos. Está al lado de Mississauga Road entreDundas Street y Burnhamthorpe Road en el área de Erindale. Un autobús lanzadera conecta los campus de la UTM y St. George. UTM está actualmente siendo objeto de muchas edificaciones, y pronto albergará una nueva instalación de atletismo, incluyendo una modernísima piscina. Dentro de las obras de la UTM se encuentra la formación de una nueva biblioteca llamada Hazel McCallion Academic Learning Centre, que tiene prevista su inauguración para junio de 2006. También se ha decidido (2006) que la UTM disponga de una nueva Academia de Medicina, con una estrecha vinculación con el Trillium Health Centre and the Credit Valley Hospital. En el verano de 2007, la UTM inaugurará un nuevo edificio de residencia. La UTM alberga también la pretemporada de los Toronto Argonauts.

### Scarborough
En el otro extremo del área del Gran Toronto, está la Universidad de Toronto en Scarborough (UTSC; anteriormente Scarborough College), aproximadamente a 30 kilómetros al este del campus del centro de la ciudad. Sus 300 acres (1,2 km²) están en Highland Creek en el área de Scarborough del este de Toronto, tocando a la Military Trail y cerca de la Autovía 401 y Morningside Avenue. El campus de Scarborough alberga la mayoría de los programas de cooperación de la U de T, muy en especial los de administración y ciencias de la computación. También está llevando a cabo un gran proyecto de construcción, añadiendo una nueva biblioteca, residencia, centro de estudios y edificios de administración y de artes. En el futuro próximo, también se le añadirá una nueva ala para ciencias.

## El sistema de los Colegios

El complejo de Brennan Hall en el Colegio Universitario de St. Michael.

Cada estudiante de artes y ciencias del campus de St. George es miembro de uno de los colegios de las siete artes y ciencias que actúan, idealmente, como una comunidad social a pequeña escala para sus miembros. En la práctica, son principalmente de naturaleza residencial y administrativa. La universidad administra casi todos los cursos, y los cursos que se pueden realizar son independientes del propio colegio. Aunque el sistema de colegios de la U de T en principio estaba basado en el de la Universidad de Oxford, los colegios de la U de T no son tan autónomos, ni se hacen responsables de la instrucción de sus estudios. No obstante, todos los colegios ofrecen seminarios de primer año y programas académicos.
Los colegios presentan diferencias en su carácter y en sus recursos. Trinity e Innis son ambos muy pequeños, y por tanto más selectivos. St. Michael continúa siendo fuertemente católico, y, en menor grado, Trinity es totalmente anglicano. El Victoria College es el más rico de los colegios federados, y en consecuencia tiene más estudiantes y dispone de mejores instalaciones. Cada colegio alberga determinados departamentos académicos, lo que también determina la elección de los estudiantes. Trinity alberga el Munk Centre for International Studies, el University College alberga el Trudeau Centre for Peace and Conflict Studies y el Centre for Sexual Diversity, mientras que el Pontifical Institute of Mediaeval Studies está asociado con el de St. Michael.
Además de los colegios de artes y ciencias, hay también cuatro colegios de teología y un colegio de graduados afiliado a la universidad. Los colegios de teología forman parte de la Toronto School of Theology.

## Lista de Colegios
| Nombre                | Fundado en | Federado | Integrante/Federado                  | Tipo                      | Afiliación religiosa                | Website |
| --------------------- | ---------- | -------- | ------------------------------------ | ------------------------- | ----------------------------------- | ------- |
| Emmanuel College      | 1928       |          | Integrante de la Victoria University | Teología                  | Iglesia Unida del Canadá            | Website |
| Innis College         | 1964       |          | Integrado                            | Artes y ciencias          | No confesional                      | Website |
| Knox College          | 1858       |          | Integrado                            | Teología                  | Iglesia Presbiteriana de Canadá     | Website |
| Massey College        | 1963       |          | Integrado                            | Graduado                  | No confesional                      | Website |
| New College           | 1962       |          | Integrado                            | Artes y ciencias          | No confesional                      | Website |
| Regis College         | 1930       |          | Integrado                            | Teología                  | Iglesia católica (Compañía de Jesús | Website |
| St. Michael's College | 1852       | 1910     | Federado                             | Artes y ciencias/teología | Iglesia católica                    | Website |
| Trinity College       | 1851       | 1904     | Federado                             | Artes y ciencias/teología | Anglicana                           | Website |
| Victoria College      | 1836       | 1892     | Federado                             | Artes y ciencias          | No confesional                      | Website |
| University College    | 1853       |          | Integrado                            | Artes y ciencias          | No confesional                      | Website |
| Woodsworth College    | 1974       |          | Integrado                            | Artes y ciencias          | No confesional                      | Website |
| Wycliffe College      | 1877       |          | Integrado                            | Teología                  | Anglicana                           | Website |

## Facultades
La Universidad también está dividida en una serie de facultades. Estas facultades están directamente administradas por la universidad con grados variables de autonomía. Algunas son de estudios intermedios, pero muchas solo están abiertas a estudiantes graduados, a pesar de que estas a menudo colaboran con la Facultad de Artes y Ciencias para ofrecer programas intermedios.
Las facultades son:
- Facultad de Ciencias Aplicadas e Ingeniería.
- Facultad de Arquitectura, Paisajística y Diseño.
- Facultad de Artes y Ciencias.
- Facultad de Odontología.
- Facultad de Silvicultura.
- Escuela de Estudios de Postgrado.
- Facultad de Estudios de Información.
- Facultad de Derecho.
- Facultad de Medicina.
- Facultad de Música.
- Facultad de Puericultura.
- Instituto de Ontario para Estudios de la Educación.
- Facultad de Farmacia.
- Facultad de Educación Física.
- Escuela de Administración Rotman.

## Otras divisiones

### Centros e institutos
- Instituto Canadienses de Astrofísica Teórica.
- Instituto Fields para Investigación en Ciencias Matemáticas.
- Instituto Pontificio de Estudios Medievales.
- Centro Trudeau para el estudio de la Paz y los Conflictos.
- Instituto para Estudios Aeroespaciales.
- Centro Teológico Mennonita de Toronto.

### Hospitales de formación afiliados
- Red Universitaria de Salud.
  - Hospital Princesa Margarita.
  - Hospital General de Toronto.
  - Hospital del Oeste de Toronto.
- Centro Baycrest para cuidados gerontológicos.
- Centro para Niños Bloorview MacMillan
- Centro para Adicciones y Salud Mental.
- Hospital de Niños Enfermos.
- Hospital General de North York.
- Hospital Mount Sinai.
- Hospital St. Michael's
- [https://web.archive.org/web/20160203230136/http://www.sunnybrookandwomens.on.ca/ Centro de ciencias de la salud Sunnybrook y colegio femenino.
- [http://web.archive.org/web/http://www.torontorehab.on.ca Instituto de Rehabilitación de Toronto.

### Otras unidades afiliadas
- Biblioteca Robarts.
- Escuela de Estudios Continuados.
- Imprenta de la Universidad de Toronto.
- Escuelas de la Universidad de Toronto.

## Instituciones anteriormente afiliadas
- Universidad de Guelph.
- Real Conservatorio de Música de Toronto.
- Glendon College de la Universidad de York
- Colegio Rochdale.
- Colegio Escuela St. Michael.